# Chatenet Automobiles
La Chatenet Automobiles, o semplicemente Chatenet, è una casa automobilistica francese produttrice di vetturette fondata nel 1984 da Louis George Chatenet.
I suoi veicoli leggeri sono prodotti a Pierre-Buffière e Alta Vienne. A differenza di altre autovetture, quelle prodotte dalla Chatenet e classificate tra i quadricicli leggeri in alcuni paesi (tra cui l'Italia), sono guidabili con la patente AM per i ciclomotori che si può ottenere una volta compiuti i 14 anni.

## Modelli
I modelli prodotti dalla Chatenet sono: 
- Stella
- Media
- Barooder
- Speedino
- Ch26
- Ch30
- Ch40
- Ch28
- Ch32
- Pick-Up
- Sporteevo
- Ch46